# Uyllanderbrug
De Uyllanderbrug (brug nr. 2007 in de Amsterdamse nummering) is een witte vaste stalen boogbrug over het Amsterdam-Rijnkanaal en de Overdiemerweg in Diemen en is onderdeel van de Fortdiemerdamweg. Op 15 september 2012 is de brug op zijn plaats gebracht. De brug is op 25 juli 2014 voor het verkeer open gesteld. De brug is van belang voor de oostelijke ontsluiting van de Amsterdamse wijk IJburg. De brug sluit aan de westzijde bij knooppunt Diemen aan op de A1 en A9.
Er zijn op het zuidelijke gedeelte van de Fortdiemerdamweg op twee kruispunten verkeerslichten. Tevens is er aan de westzijde een fietspad dat 3.50 meter breed is, een meter smaller dan oorspronkelijk voorzien.
De brug is ontworpen door Wim Quist. De bodem van de brug is van kunststof. Dit is lichter dan het tot nu toe gebruikelijke staal of beton en het is de eerste keer dat het op deze schaal wordt toegepast.
De naam van de brug verwijst naar het poldertje de Uyllanden in Diemen-Noord.

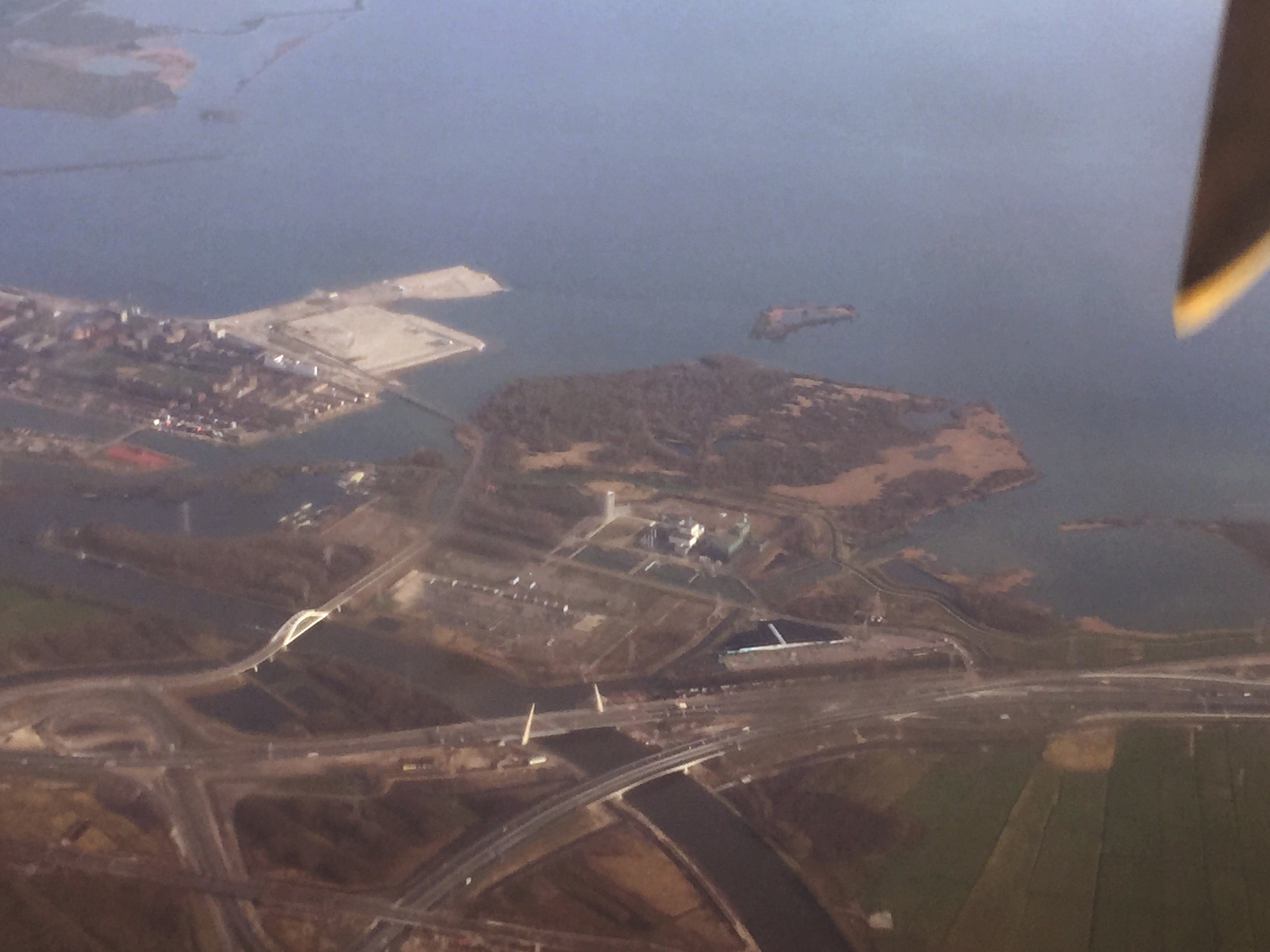
Luchtfoto, met naar het zuiden de Muiderbrug en de Betlembrug
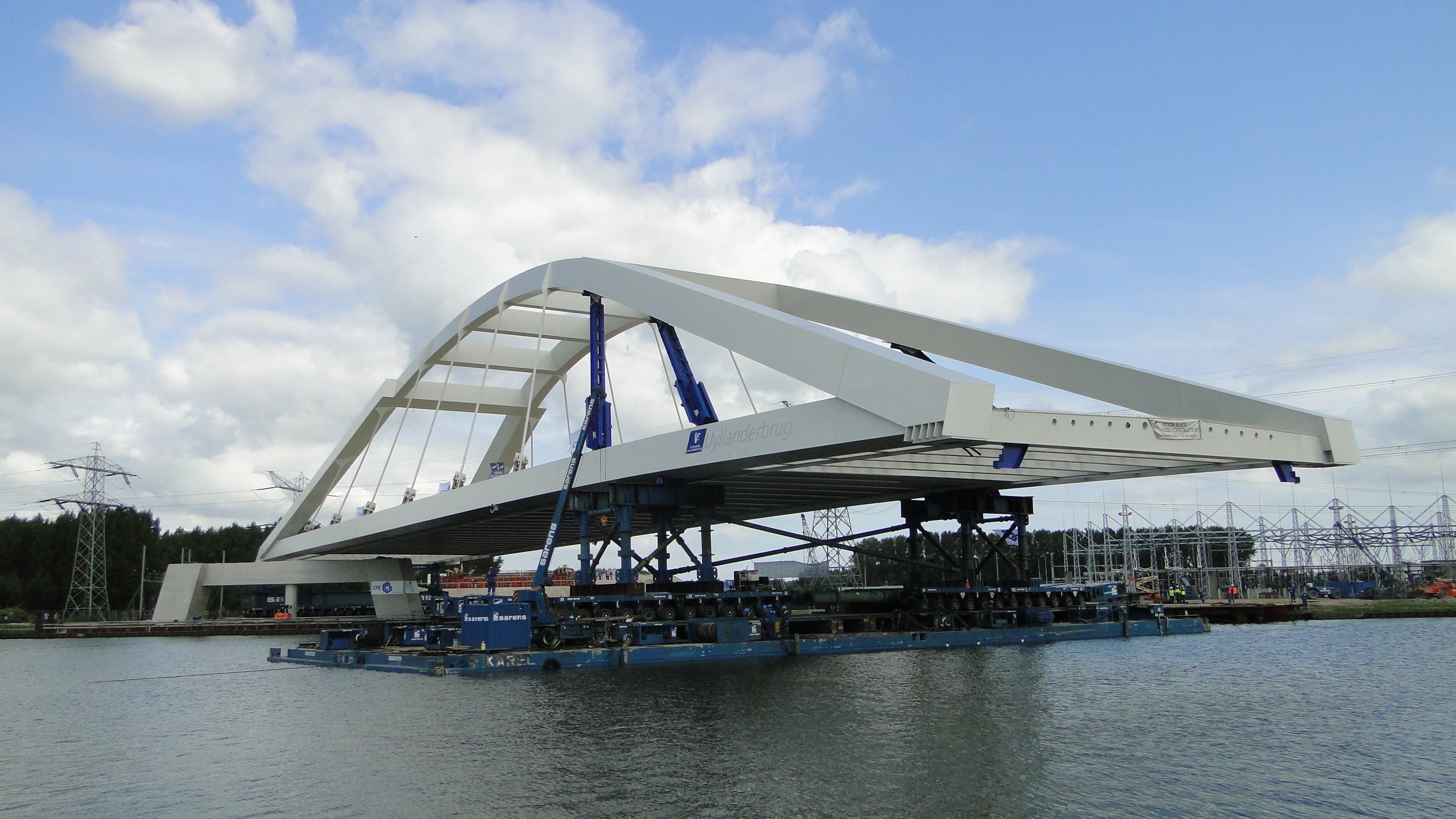
De Uyllanderbrug wordt geplaatst - 15 september 2012 - Foto: Jos Wiersema

## Trivia
Een foto van de brug dient als omslagafbeelding voor het regeerakkoord van Kabinet-Rutte II.